# Đại Tây Dương

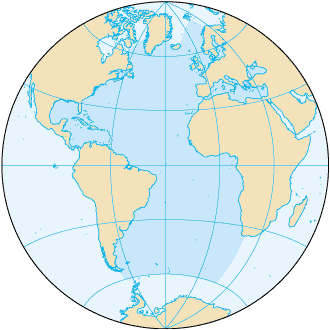
Đại Tây Dương trên bản đồ thế giới

Đại Tây Dương (Tiếng Anh: Atlantic Ocean, chữ Hán: 大西洋) là đại dương lớn thứ 2 trên Trái Đất và chiếm khoảng 1/5 diện tích hành tinh với tổng diện tích khoảng 106.400.000 km², được bao quanh bởi châu Mỹ về phía Đông, châu Âu, châu Phi và một phần của châu Á (giáp với các nước Thổ Nhĩ Kỳ, Syria, Liban, Israel và đảo Síp qua biển Địa Trung Hải) về phía Tây. Đại Tây Dương có bề rộng từ Đông sang Tây khoảng 9.600 km mỗi năm lại nở rộng thêm 2– 3 cm.

## Vị trí địa lý
Đại Tây Dương được nối liền với Thái Bình Dương bởi Bắc Băng Dương về phía Bắc và hành lang Drake về phía Nam. Đại tây dương còn ăn thông với Thái bình dương qua một công trình nhân tạo là kênh đào Panama, và được ngăn với Ấn Độ Dương bởi kinh tuyến 20 độ Đông. Nó được ngăn cách với Bắc Băng Dương bởi một đường kéo dài từ Greenland đến Tây bắc của Iceland và từ phía Đông bắc của Iceland đến cực Nam của Spitsbergen và North Cape về phía Bắc của Na Uy.
Đại Tây Dương có hình chữ S kéo dài từ Bắc xuống Nam và được chia ra làm hai phần: Bắc và Nam Đại Tây Dương bởi dòng nước ngược vùng xích đạo vào khoảng 8 vĩ độ Bắc.

## Đáy biển

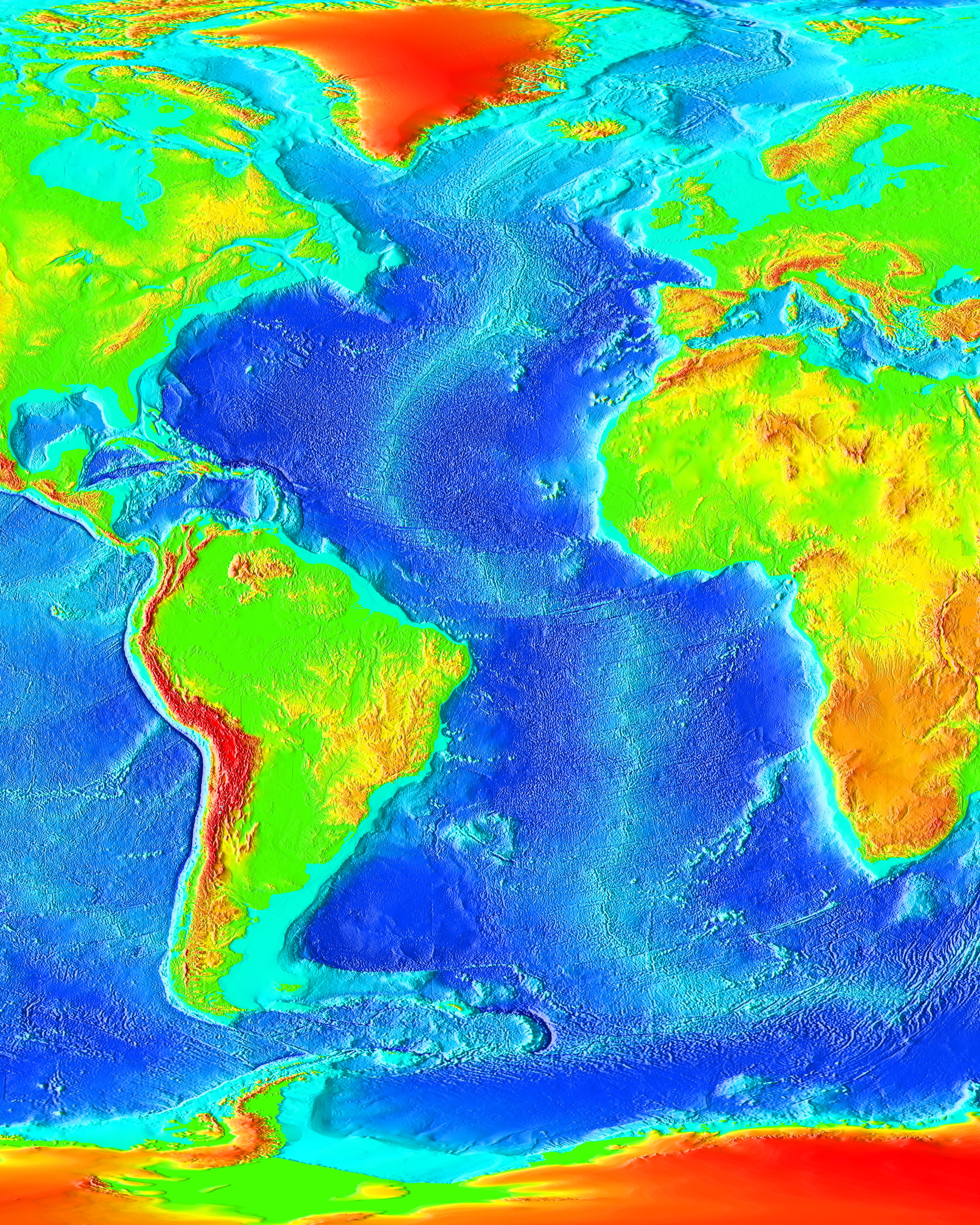
Màu trên bản đồ thể hiện độ sâu của đại dương

Các địa hình cơ bản của đại dương này là sống núi giữa đại dương có tên là sống núi giữa Đại Tây Dương. Nó kéo dài từ Iceland ở phía bắc đến khoảng 58° Nam, với chiều rộng tối đa khoảng 860 hải lý (1.590 km; 990 mi). Một thung lũng tách giãn cũng kéo dài dọc theo sống núi với chiều dài gần bằng sống núi. Độ sâu của vùng nước ở đỉnh núi là nhỏ hơn 2.700 mét (1.500 sải; 8.900 ft) ở nhiều nơi, trong khi chân sóng núi thì sâu gấp 3 lần. Một số đỉnh núi nhô cao khỏi mặt nước tạo thành các đảo. Đại Tây Dương có một sống núi ngầm khác là sống núi Walvis.
Sống núi giữa Đại Tây Dương chia Đại Tây Dương thành hai rãnh lớn với độ sâu từ 3.700–5.500 mét (2.000–3.000 sải; 12.100–18.000 ft). Các sống nằm ngang theo hướng giữa các lục địa và sống núi giữa Đại Tây Dương chia đáy đại dương thành một số bồn đại dương. Một số bồn lớn hơn là Blake, Guiana, Bắc Mỹ, Cabo Verde, và Canaries ở Bắc Đại Tây Dương. Các bồn lớn nhất ở Nam Đại Tây Dương là Angola, Cape, Argentina, và Brazil.
Đáy đại dương được cho là tương đối bằng phẳng bao gồm các đồng bằng biển thẳm, rãnh, núi dưới biển, bồn đại dương, cao nguyên, hẻm vực ngầm, và núi đỉnh bằng dưới biển. Nhiều thềm chạy dọc theo các rìa lục địa chiếm khoảng 11% địa hình đáy với một số hẻm vực sâu cắt qua chân lục địa.
Các núi và rãnh dưới đáy biển:
- Rãnh Puerto Rico, ở Bắc Đại Tây Dương, là rãnh có độ sâu lớn nhất 8.605 mét (4.705 sải; 28.232 ft)[8]
- Laurentian Abyss được tìm thấy ngoài khơi bờ biển phía đông Canada
- Rãnh South Sandwich có độ sâu 8.428 mét (4.608 sải; 27.651 ft)
- Rãnh Romanche nằm gần xích đạo và có độ sâu khoảng 7.454 mét (4.076 sải; 24.455 ft).

Các trầm tích biển gồm:
- Các trầm tích lục địa, như cát, bùn, và các hạt đá được tạo ra bởi quá trình xói mòn, phong hóa và hoạt động núi lửa trên đấn liền và được đẩy ra biển. Các vật liệu này được tìm thấy chủ yếu trên các thềm lục địa và có bề dày lớn nhất ở gần cửa sông và các bờ biển.
- Các trầm tích biển sâu chứa các vật liệu còn sót lại của các sinh vật lắng đọng xuống đáy biển như sét đỏ và Globigerinida, pteropod, và bùn silic. Phủ hầu hết đáy đại dương và có bề dày thay đổi từ 60–3.300 mét (33–1.804 sải; 200–10.830 ft) các trầm tích này dày ở các đai hội tụ, nổi bật là sống núi Hamilton và các đới nước dâng.
- Các trầm tích Authigenic bao gồm các vật liêu như kết hạch namgan. Chúng xuất hiện ở những nơi mà quá trình lắng đọng trầm tích rất chậm hoặc nơi các dòng chảy chọn lọc các vật liệu trầm tích như trong Hewett Curve.

## Nước biển

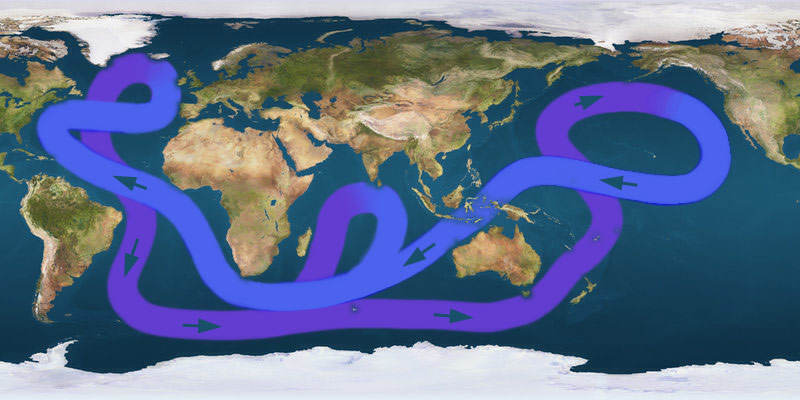
Đường đi của dòng hoàn lưu muối nhiệt. Các đường màu tím là các dòng hải lưu dưới sâu, còn các đường màu xanh là các dòng hải lưu trên mặt.

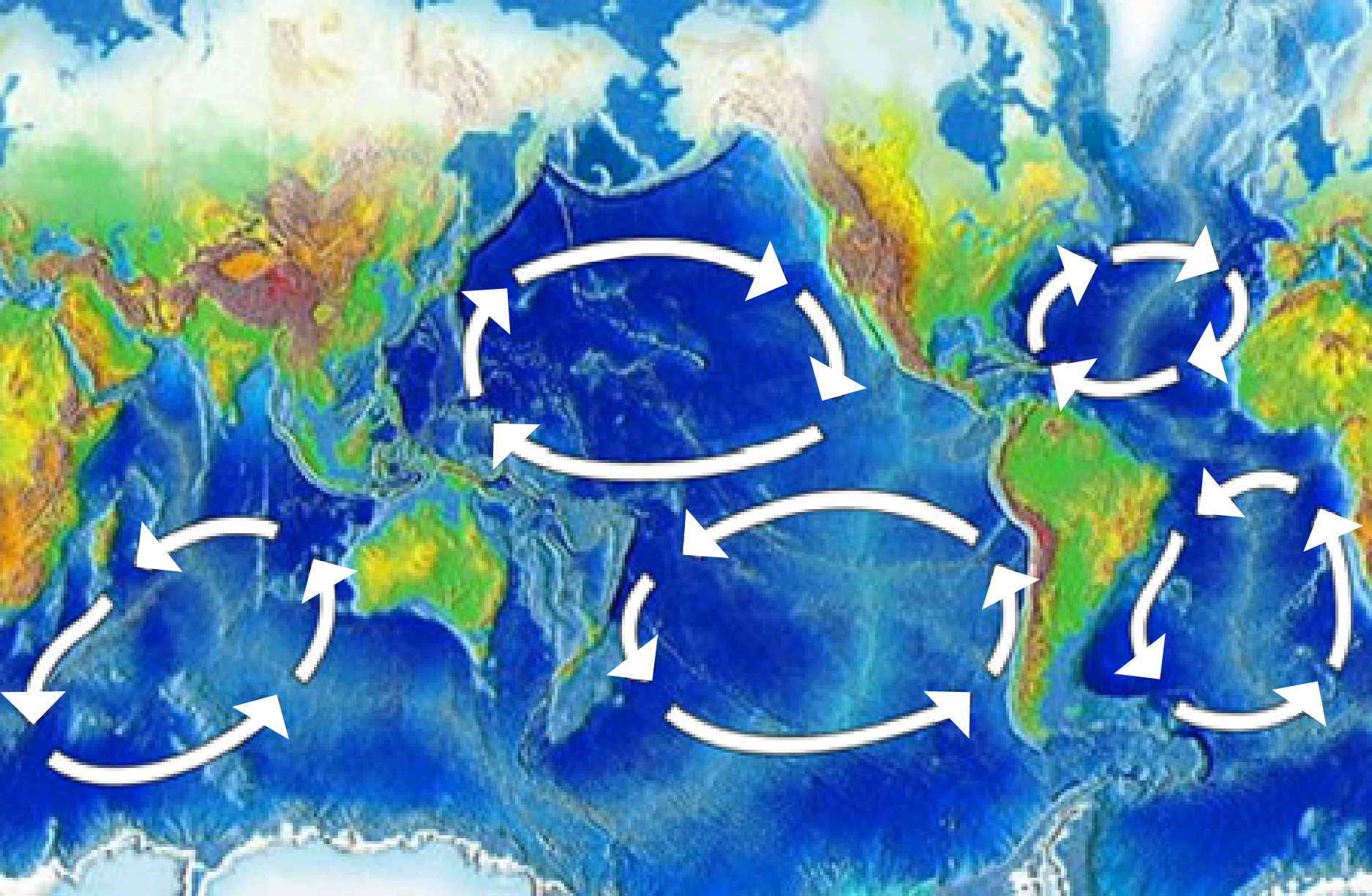
Bản đồ 5 dòng hoàn lưu đại dương chính

Tính trung bình, Đại Tây Dương có độ mặn lớn nhất trong 5 đại dương; độ mặn nước trên mặt trong các đại dương mở nằm trong dải từ 33 đến 37‰ và thay đổi theo mùa và vĩ độ. Độ bốc hơi, giáng thủy, dòng chảy ra từ sông, và băng tan trong biển ảnh hưởng đến độ mặn. Mặc dù các giá trị độ mặn thấp nhất chỉ ở gần phía bắc của xích đạo (do lượng mưa cao ở vùng nhiệt đới), nhìn chung các giá trị thấp nhất cũng xuất hiện ở các vĩ độ cao và dọc theo các bờ biển có các con sông lớn đổ ra. Độ măn cao nhất gặp ở khoảng 25° vĩ Bắc và Nam, ở các khu vực cận nhiệt đới vời lượng mưa thấp và bốc hơi cao.
Nhiệt độ bề mặt thay đổi theo vĩ độ, hệ thống dòng hải lưu và mùa và phản ảnh sự phân bố năng lượng mặt trời theo vĩ độ, thay đổi dưới −2 °C (28 °F). Nhiệt độ cao nhất gặp ở phía bắc xích đạo và thấp nhất ở gần các vùng cực. Ở các vĩ độ trung bình, khu vực có nhiệt độ cao nhất dao động trong khoảng 7–8 °C (44.6–46.4 °F).

## Các biển trong Đại Tây Dương
Đại Tây Dương có một bờ biển khúc khuỷu với rất nhiều vịnh và biển như: 
- Biển Ca-ri-bê
- Vịnh Mexico
- Vịnh St. Lawrence
- Địa Trung Hải
- Biển Đen
- Biển Bắc
- Biển Labrador
- Biển Baltic
- Biển Na Uy-biển Greenland.

## Các đảo chính
- Anh
- Ireland
- Newfoundland và Labrador
- Anti Lớn và Anti Nhỏ (hay Caribbees)
- Quần đảo Canaria
- Cap Ve
- Quần đảo Falkland

## Các vấn đề môi trường

### Ô nhiễm biển
Ô nhiễm biển là một thuật ngữ được dùng để chỉ các chất thải vào đại dương gồm các hóa chất và các chất dạng hạt. Nguồn gây ô nhiễm lớn nhất là từ các con sông, chúng mang các chất từ phân bón của hoạt động nông nghiệp cũng như các chất thải từ con người. Sự vượt ngưỡng của các chất hóa học làm giảm lượng oxy dẫn đến tìn trạng thiếu oxy và tạo ra và vùng sinh thái chết.

## Ranh giới với các quốc gia và vùng lãnh thổ
Các quốc gia và vùng lãnh thổ có bờ biển thuộc Đại Tây Dương gồm:

### châu Âu
- Bỉ
- Đan Mạch
- Đức
- Tây Ban Nha
- Pháp
- Quần đảo Faroe
- Guernsey
- Đảo Man
- Ireland
- Iceland
- Jersey
- Hà Lan
- Na Uy
- Bồ Đào Nha
- Thụy Điển
- Phần Lan
- Anh Quốc
- Ba Lan
- Nga
- Ukraina
- Estonia
- Thổ Nhĩ Kỳ
- Litva
- Latvia
- Ý
- Croatia
- Monaco
- Bulgaria
- România
- Malta
- Slovenia
- Croatia
- Bosna và Hercegovina
- Montenegro
- Albania
- Hy Lạp
- Síp
- Gruzia

### châu Phi
- Maroc
- Angola
- Bénin
- Đảo Bouvet
- Bờ Biển Ngà
- Cameroon
- Cộng hòa Dân chủ Congo
- Cộng hoà Congo
- Cabo Verde
- Tây Sahara (Morocco tuyên bố chủ quyền)
- Tây Ban Nha (quần đảo Canary)
- Gabon
- Ghana
- Guinée
- Gambia
- Guiné-Bissau
- Guinea Xích Đạo
- Liberia
- Mauritanie
- Namibia
- Nigeria
- Sénégal
- Saint Helena
- Sierra Leone
- São Tomé và Príncipe
- Togo
- Nam Phi

### Nam Mỹ
- Argentina
- Brasil
- Chile
- Colombia
- Quần đảo Falkland
- Pháp (Guyana thuộc Pháp)
- Guyana
- Nam Georgia và Quần đảo Nam Sandwich
- Suriname
- Uruguay
- Venezuela

### Caribbea
- Aruba
- Anguilla
- Antigua và Barbuda
- Bahamas
- Saint-Barthélemy
- Barbados
- Cuba
- Curaçao
- Quần đảo Cayman
- Dominica
- Cộng hòa Dominica
- Pháp (Martinique và Guadeloupe)
- Grenada
- Haiti
- Jamaica
- Saint Lucia
- Saint-Martin
- Montserrat
- Hà Lan (Caribbe thuộc Hà Lan)
- Puerto Rico
- Saint Kitts và Nevis
- Sint Maarten
- Quần đảo Turks và Caicos
- Trinidad và Tobago
- Saint Vincent và Grenadines
- Quần đảo Virgin (Anh)
- Quần đảo Virgin (Mỹ)

### Trung và Bắc Mỹ
- Belize
- Bermuda
- Canada
- Costa Rica
- Greenland
- Guatemala
- Honduras
- México
- Nicaragua
- Panamá
- Saint-Pierre và Miquelon
- Hoa Kỳ